# 北京历史
北京现为中华人民共和国的首都，是中国四大古都之一。该地历史悠久，作为城市的历史可追溯至3000年前。秦汉以來，北京地区一直是中国北方的边防重镇，名称先后称为蓟城、燕都、燕京、大都、北平、順天府等等。

## 史前

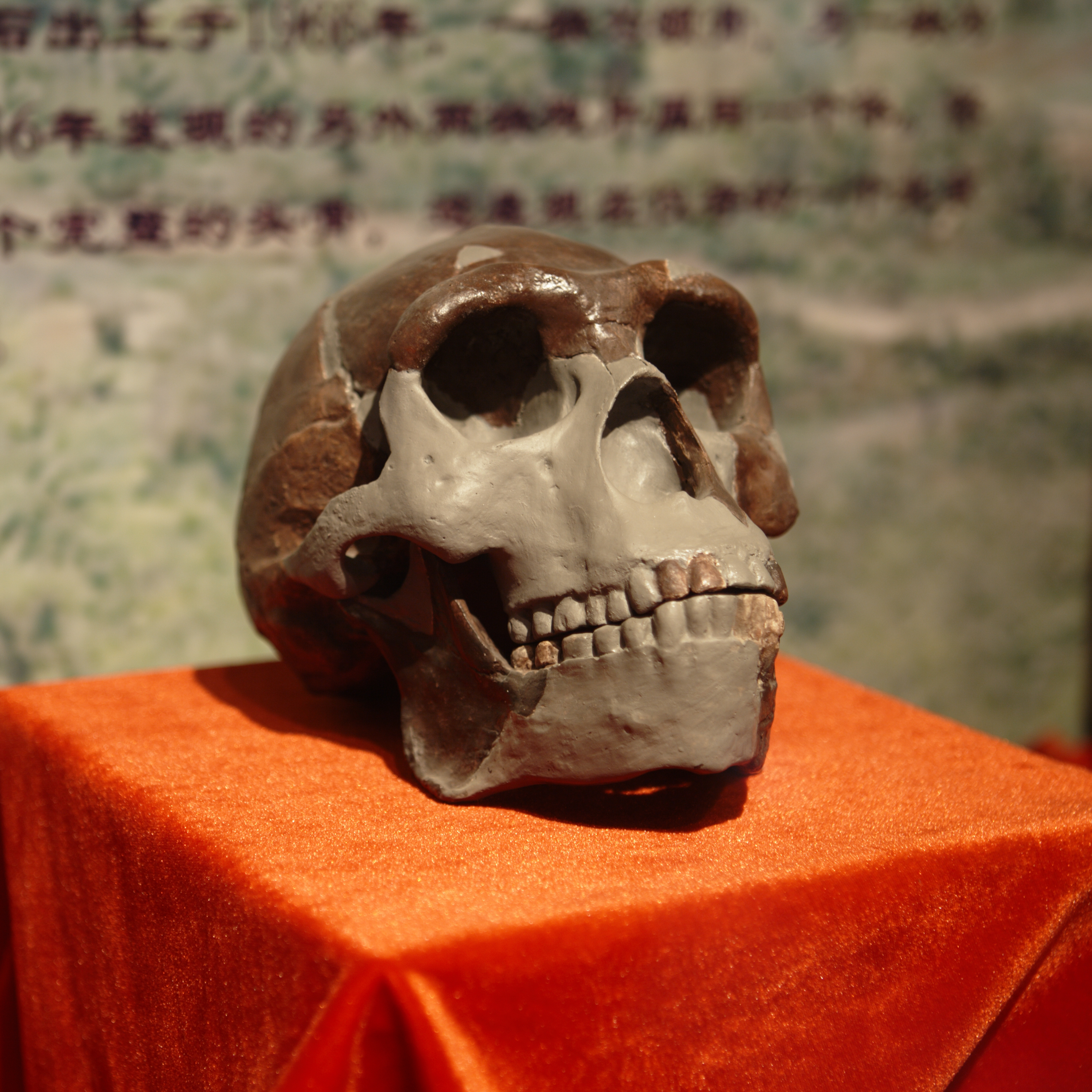
北京猿人头盖骨复制品

距今60万年至2万年的时间内，北京地区处于旧石器时代，在周口店发现了旧石器时代早期北京直立人、中期新洞人和晚期山顶洞人的典型遗址。北京地区在不晚于1万年前已经开始进入新石器时代。当时该地区人类定居生活固定化，逐渐从山洞中迁徙出来，到平原地区定居。

## 西周至秦漢

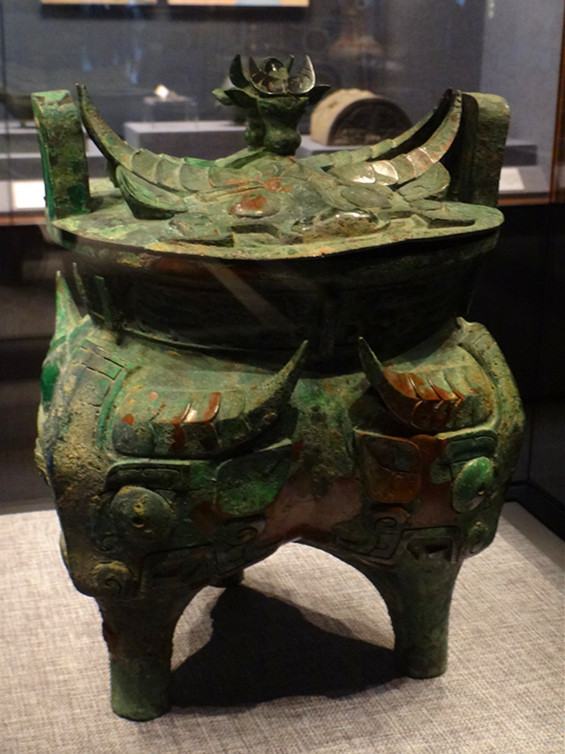
琉璃河遗址附近出土的燕国青铜器伯矩鬲

在春秋战国时期（前770年—前221年）薊國就在今北京地区建立城市，后燕国打败蓟国，后迁都蓟，称为燕都或燕京。
秦代（前221年–前207年）為蓟縣，為廣陽郡守駐地。
漢高帝五年，被劃為燕國轄地。元鳳元年復為廣陽郡蓟縣，屬幽州。本始元年更為廣陽國首府。
東漢（25年-220年）光武改制時，置幽州刺史部於蓟縣。永元八年復為廣陽郡駐所。

## 兩晉至隋唐五代
直至西晉時，朝廷改廣陽郡為燕國，而幽州遷治范陽。十六國後趙時，幽州駐所遷回蓟縣，燕國改設為燕郡，歷經前燕、前秦、前燕、後燕和北魏的統治而不變。
直至隋開皇三年廢除燕郡。但很快在大業三年，隋朝改幽州為涿郡。
唐初武德年間，涿郡復称為幽州。貞觀元年，幽州劃歸河北道管轄。後北京成為范陽節度史的駐地。安史之亂期間，安禄山曾经在这里称帝，建国号为“大燕”。唐朝平亂後，複置幽州，屬盧龍節度史節制。
五代初期，军阀劉守光在这里建立割据政权，自称燕帝，后被后唐消灭。

## 辽朝
后晋的建立者沙陀人石敬瑭为了打败后唐，投降契丹人，将幽云十六州割让给契丹。这16州是：幽（今北京市）、蓟（今天津蓟县）、瀛（今河北河间）、莫（今河北任丘）、涿（今河北涿州）、檀（今北京密云）、顺（今北京顺义）、新（今河北涿鹿）、妫（原属北京怀来，今为官厅水库库区）、儒（今北京延庆）、武（今河北宣化）、蔚（今河北蔚县）、云（今山西大同）、应（今山西应县）、寰（今山西朔县东马邑镇）、朔（今山西朔县），并向契丹称儿皇帝。石敬瑭割让包括今北京在内的燕雲十六州为辽国和金国后来对宋朝长江以北地区的威胁打开了门户。
北宋初年宋太宗在高梁河(今北京市海淀区西直门外)与辽战斗，意图收复被后晋割让的燕云十六州未果；辽于會同元年起在北京地区建立了陪都，号南京幽都府，開泰元年改号南京析津府，后又改號燕京。北宋末年宋连金灭辽，曾短暂收复燕云十六州，并设置了燕山府路和云中府路，北京属于燕山府路。后金国以张觉事件大举伐宋，再次占领今北京市。

## 金朝
1153年（贞元元年），金朝皇帝海陵王完颜亮正式建都于北京，称为中都。此后元朝、明朝和清朝的都城均建立在北京。
1214年金宣宗完颜珣南迁汴京，中都作为金朝都城共61年。1215年金中都被蒙古军队攻陷，城池完全被毁。

## 元朝
蒙古帝国成吉思汗麾下大将木华黎从1214年农历五月开始到1215年农历五月攻下金中都，对中都整整围困了将近一年之久。城破后展开了为期一个月的大屠杀，超过百万人殒命，又纵火焚城，几乎彻底毁灭了这座城市。金朝著名大词人元好问的胞兄元好古也在屠城中丧命。忽必烈1260年即位後，決定以漢地作為統治基礎，將燕京定為首都，至元元年（1264年）改稱中都路大兴府。至元九年（1272年），中都大兴府正式改名为大都路。

## 明朝

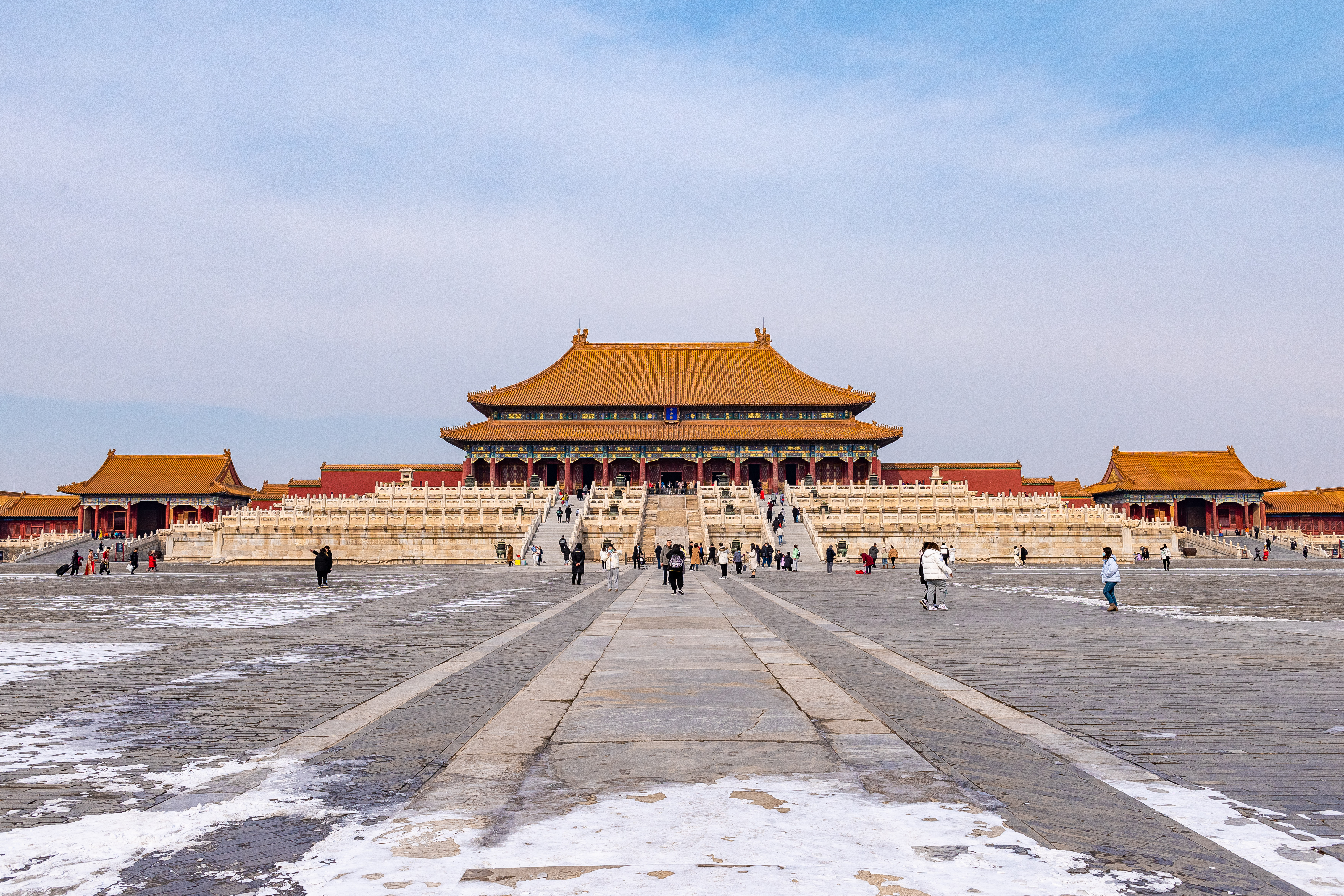
明成祖朱棣迁都北京，使北京再次成为中国政治中心。朱棣下令修建的紫禁城成为后来明清两代的皇宫。图为紫禁城太和殿

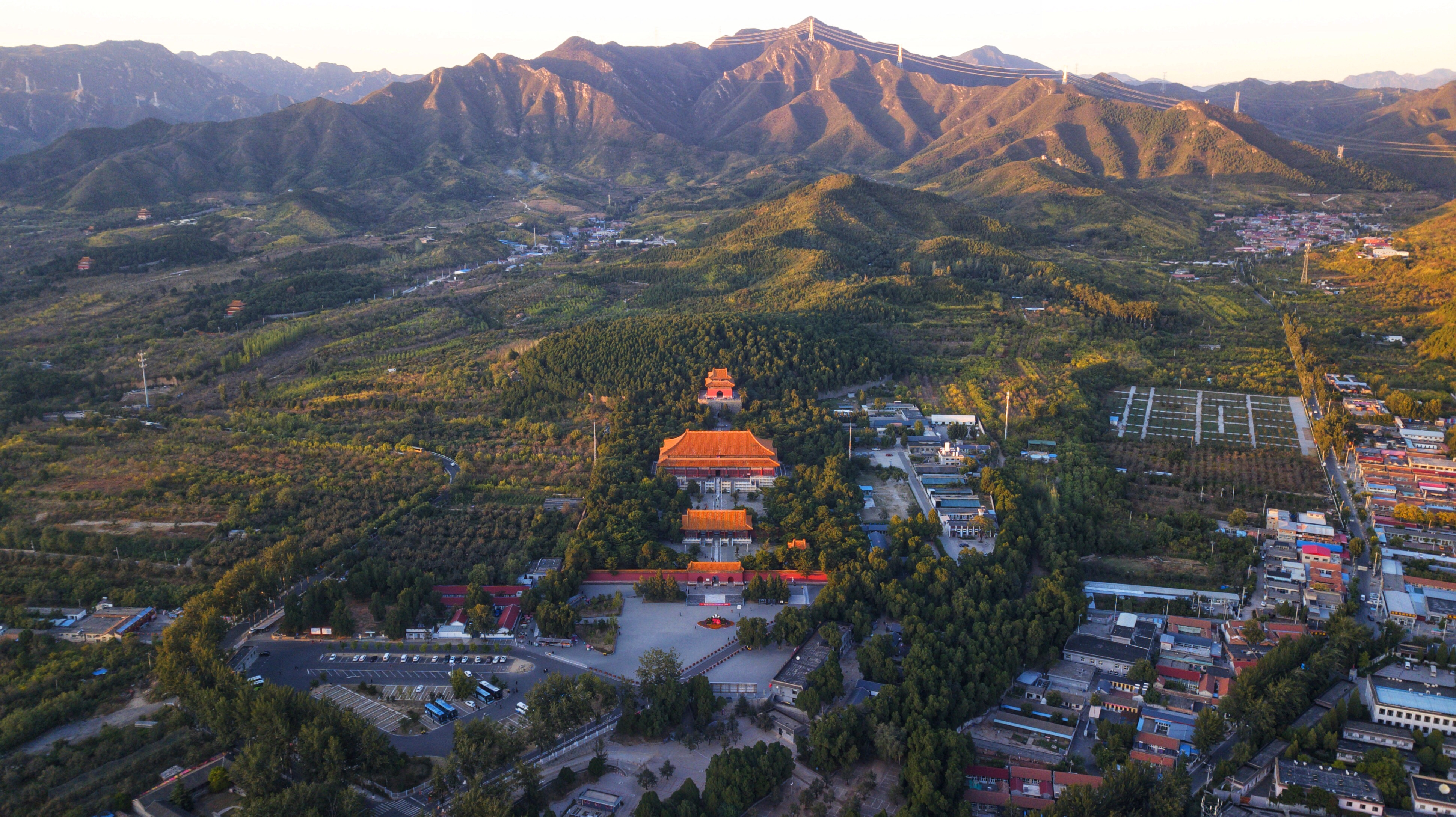
十三位明朝皇帝葬在昌平天壽山下的明十三陵。图为明成祖朱棣的長陵

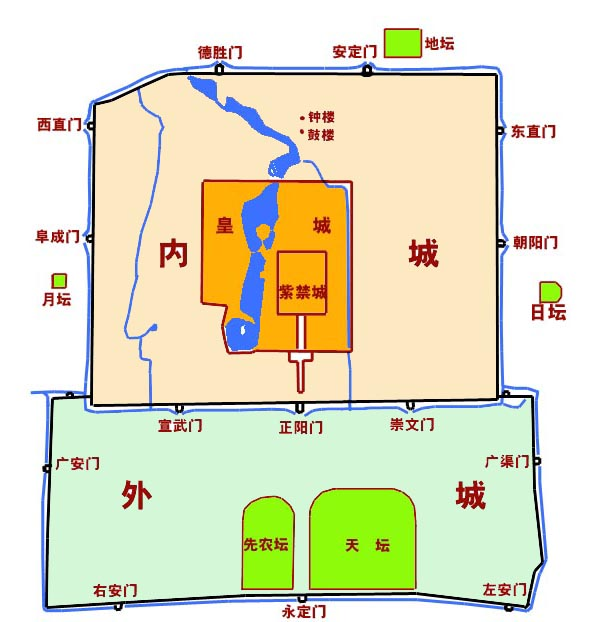
嘉靖帝下令增筑外城，形成了北京城“凸”字型布局

1368年（洪武元年），朱元璋在应天府建立明朝，同年派遣大军北上，元帝从大都逃往上都。朱元璋下令夷平元朝宫殿，八月改為北平府，同年十月劃歸山東行省。1369年三月，改為北平承宣布政使司駐地。
燕王朱棣（明成祖）发动靖难之役、夺得皇位后，于1403年升為北京順天府，稱為「行在」，同时完善京杭大运河，以保证其物资供应。1421年正月，朱棣迁都北京，以顺天府北京为“京师”，而原本的京师“应天府”改为“南京”。
1626年5月30日，北京西南隅的工部王恭厂火药库发生王恭厰大爆炸，死伤2万多人，原因不明，朝野震惊，中外骇然，明熹宗下了一道罪己诏，表示要痛加省醒，告诫大小臣工“务要竭虑洗心办事，痛加反省”，并下旨发府库万两黄金赈灾。
1643年，北京内爆发明末大鼠疫重大疫情、造成20多万人死亡，被认为是明朝灭亡的重要因素之一。
1644年4月25日，李自成进入北京，崇祯帝在煤山自缢。
明代的城墙保留到20世纪中叶，即今日二环路所在地，北京被认为是从1425年到1650年，以及从1710年到1825年的世界最大城市。

## 清朝

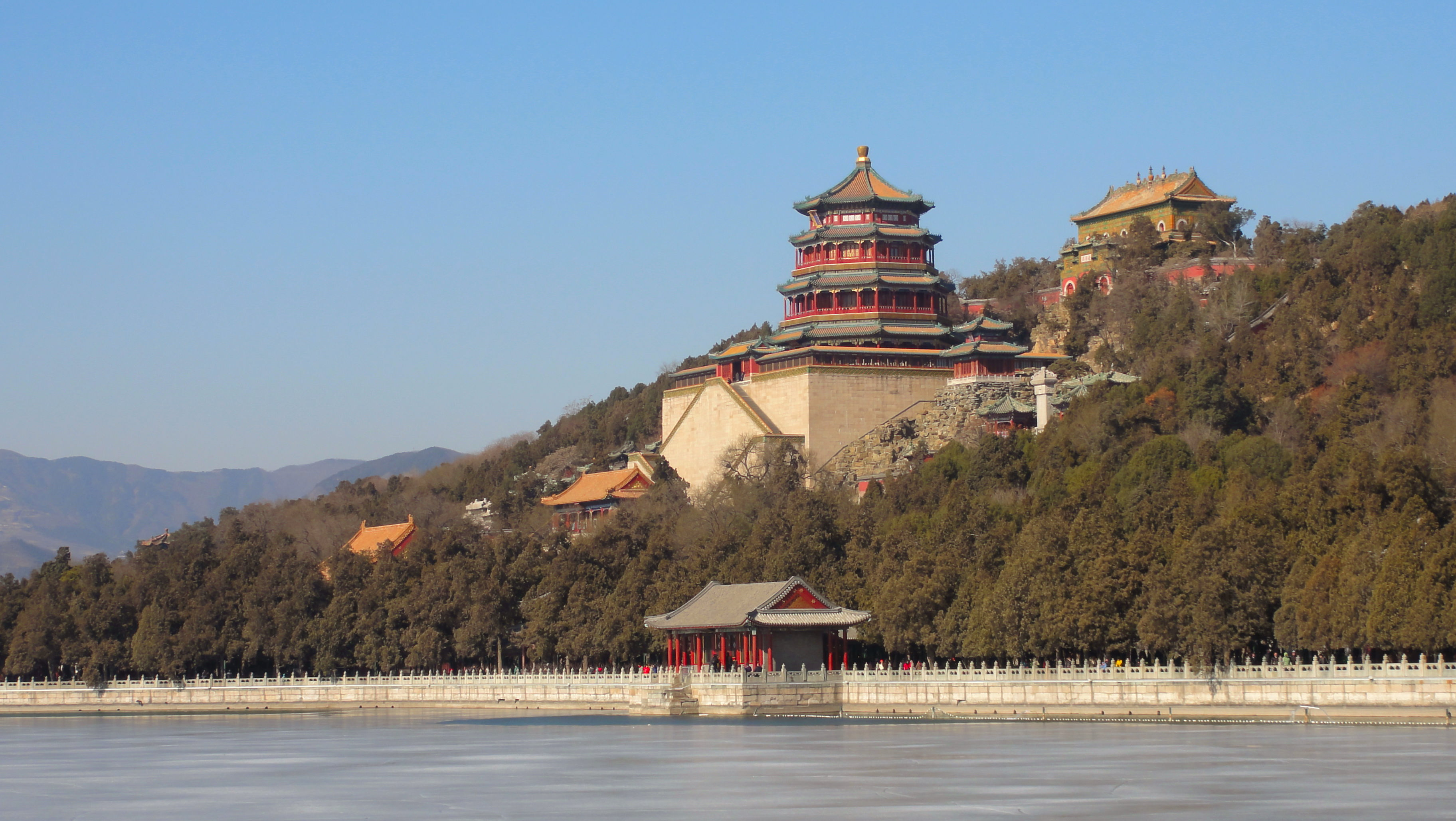
清康熙至乾隆年间在北京西郊大规模修建皇家园林，合称三山五园。图为颐和园

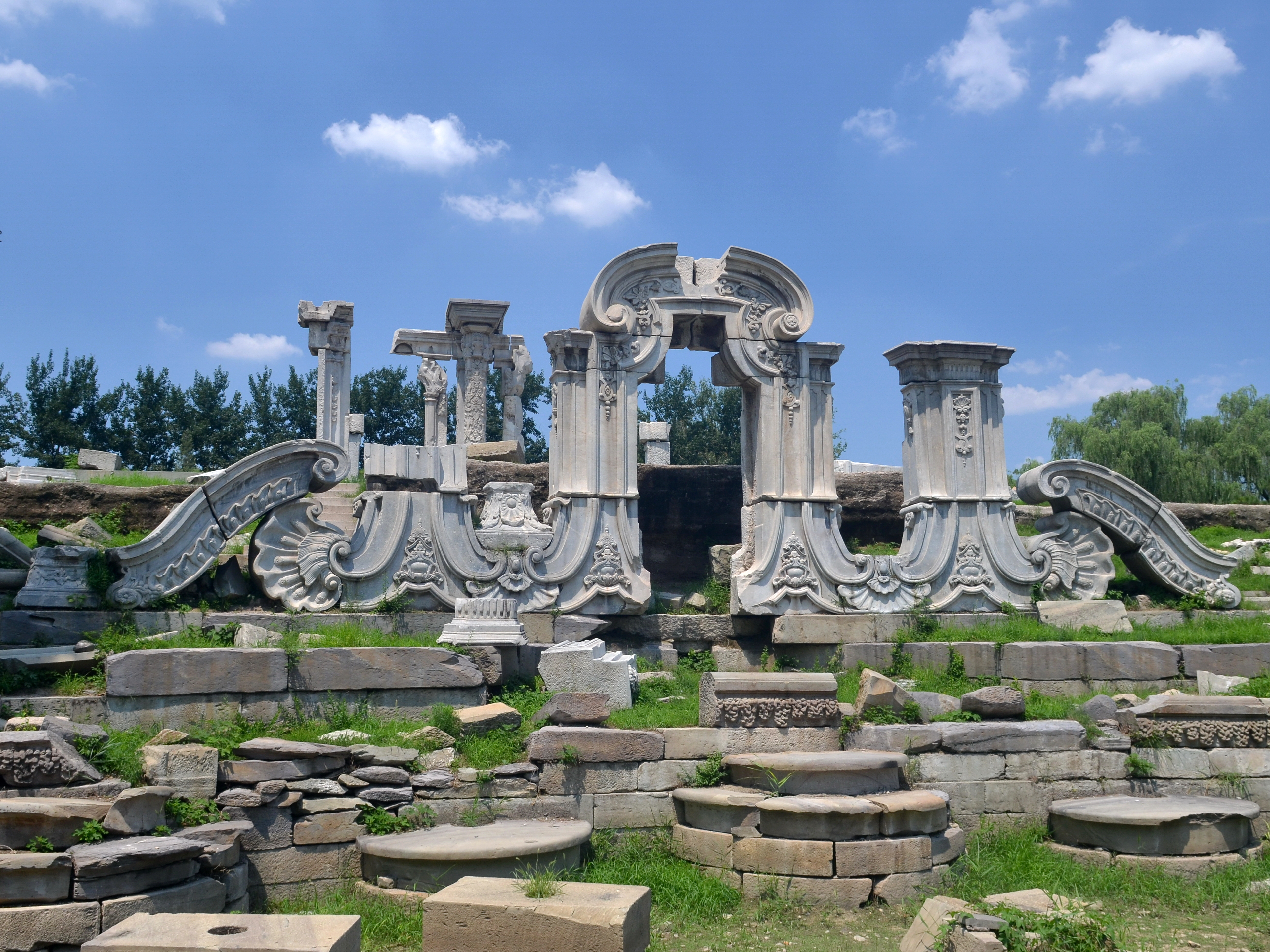
1860年第二次鴉片戰爭中圆明园被英法联军烧毁，图为大水法遗迹

1644年，清军入關，6月5日多尔衮率领清军攻占北京，10月30日，清世祖福临定都北京。亦稱京師順天府，屬直隸省。內城由滿人佔據，原有漢人居民被趕往外城。1793年8月，英国乔治·马戛尔尼，第一代马戛尔尼伯爵抵达北京，在承德与乾隆帝会面。1803年2月，发生嘉庆帝遇刺事件。1813年9月，癸酉之变中天理教军队进攻北京，攻入紫禁城。1853年8月28日，太平军攻克临洺关镇，北京大批人口逃离，全城戒严，人心惶惶之际，物价飞腾，米珠薪桂，一片混乱。
1860年9月21日，英法联军在八里桥之战中打败清军，随后攻破北京城，放火燒毀圓明園，咸丰帝逃至承德。10月至11月，清政府与英法俄在礼部衙门签订《北京条约》。1891年11月，慈禧太后和恭亲王奕䜣等人发动辛酉政变。1897年6月30日，连接北京和天津的津芦铁路建成通车:73。1898年6月11日，戊戌变法开始，期间7月3日，京师大学堂成立，即后来的北京大学。9月21日，慈禧太后发动戊戌政变，诛杀维新党人，囚禁光绪帝于瀛台。
1900年6月，義和團進入北京，燒毀城內教堂，並圍攻各國使館。8月，八國聯軍攻佔北京，解救被义和团围攻的各国公使。1901年8月，八国联军从北京撤军。9月7日，清政府同西方签订《辛丑条约》。1902年1月，慈禧和光绪帝回到北京下罪己诏。1909年，连接北京至张家口的京张铁路在詹天佑的主持下建成通车:73。1911年3月30日，清华大学成立。

## 中華民國
1911年辛亥革命后，中华民国定都南京，1912年2月29日，发生北京兵变。袁世凱上台定都北京，直至1927年北洋政府垮台。而此時北京的地方體制仍依清制，仍稱順天府。直至民國三年，改順天府為“京兆地方”，直轄於北洋政府。
1912年8月24日，孙中山前往北京，与袁世凯会面。孙中山在北京举行的国民党成立大会中被选为理事长。1913年11月，国民党残存势力被解散。1915年12月12日，袁世凯在北京称帝，称中华帝国，1916年3月22日，取消帝制。1917年7月1日至12日，张勋率领辫子军复辟清朝。
1919年5月4日，北平爆发五四运动。1920年10月，李大钊、张申府、张国焘等人在北京大学图书馆成立北京共产党小组（共产主义小组）。1921年8月，中共北方区执行委员会在北京建立。1924年5月31日，中国政府代表顾维钧和苏联政府代表加拉罕在北京签订《中苏解决悬案大纲协定》。
1924年第二次直奉战争期间，10月，冯玉祥等人发动北京政变，推翻了直系曹锟、吴佩孚之后，皖系段祺瑞被推为临时政府执政。1925年1月1日，孙中山再次前往北京，2月召开善后会议，3月12日，孙中山于北京逝世，几十万人参加葬礼，孙奉厝于北京西山碧云寺内石塔中。11月23日，中国国民党部分领导层在西山碧云寺召开的“国民党一届四中全会”，即西山会议。1926年3月，北平爆发三一八惨案，段祺瑞执政府向抗议学生开枪。4月9日，冯玉祥国民军鹿锺麟驱逐段祺瑞，15日从北京撤退，后与奉系军队爆发南口战斗。

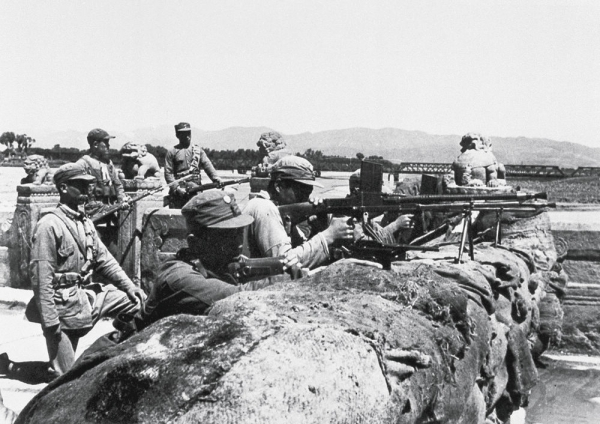
卢沟桥事变标志着中国抗日战争全面爆发。图为当时在卢沟桥与日本军队对峙的国民革命军第二十九军战士

1927年4月，张作霖派军警突袭搜查苏联大使馆，逮捕并处决了中共领导人李大钊及其同伙。6月18日，张作霖在北京建立了安国军政府。北伐战争期间，1928年，北伐军节节胜利，6月3日，张作霖乘火车离开北京，在奉天皇姑屯遭遇日本暗杀，6月8日，国民革命军第三集团军商震部开入北京。6月21日，中央政治会议决定國民政府定首都為南京，北京被改名为“北平特別市”，同時撤銷“京兆地方”。1930年6月，北平被降為河北省轄市“北平市”，同年12月復升為院轄市“北平市”。

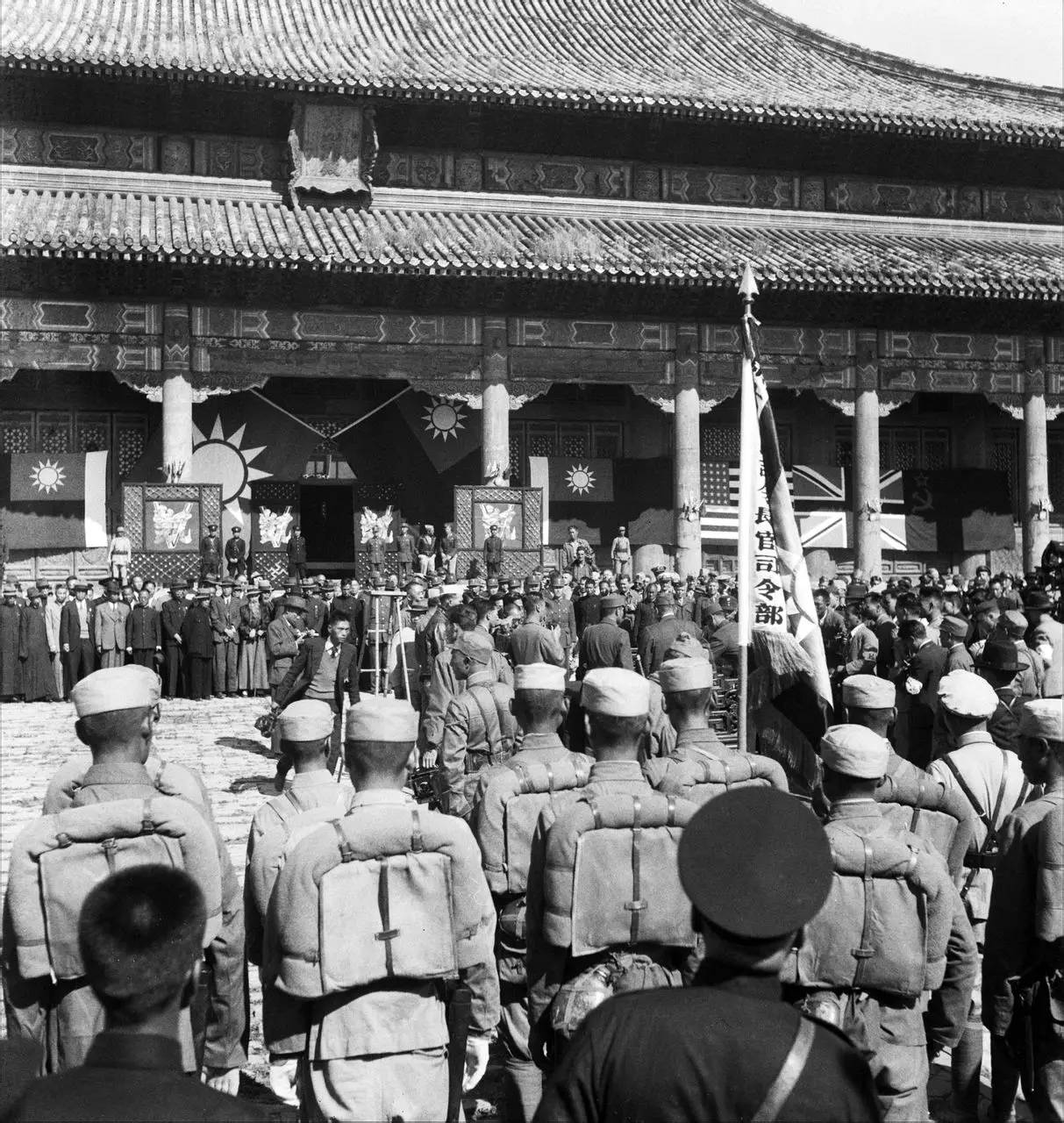
1945年10月10日，第十受降区受降仪式在太和殿广场举行

1937年7月7日，在北平卢沟桥发生七·七事变，不久北平被日本占领，並建立傀儡政權「中华民国临时政府」，将北平改名为北京。1945年8月21日，第十一戰區孫連仲部收復北京，並復名北平。
1948年7月5日，中国东北籍学生队伍受中共地下人員鼓動遭中國青年軍隊員枪击，是为北平七五事件，造成学生严重伤亡，引发了中国各地的學生運動，學生失望之餘轉而支持共產黨。
1949年1月31日，中国人民解放军接管北平。

## 中华人民共和国

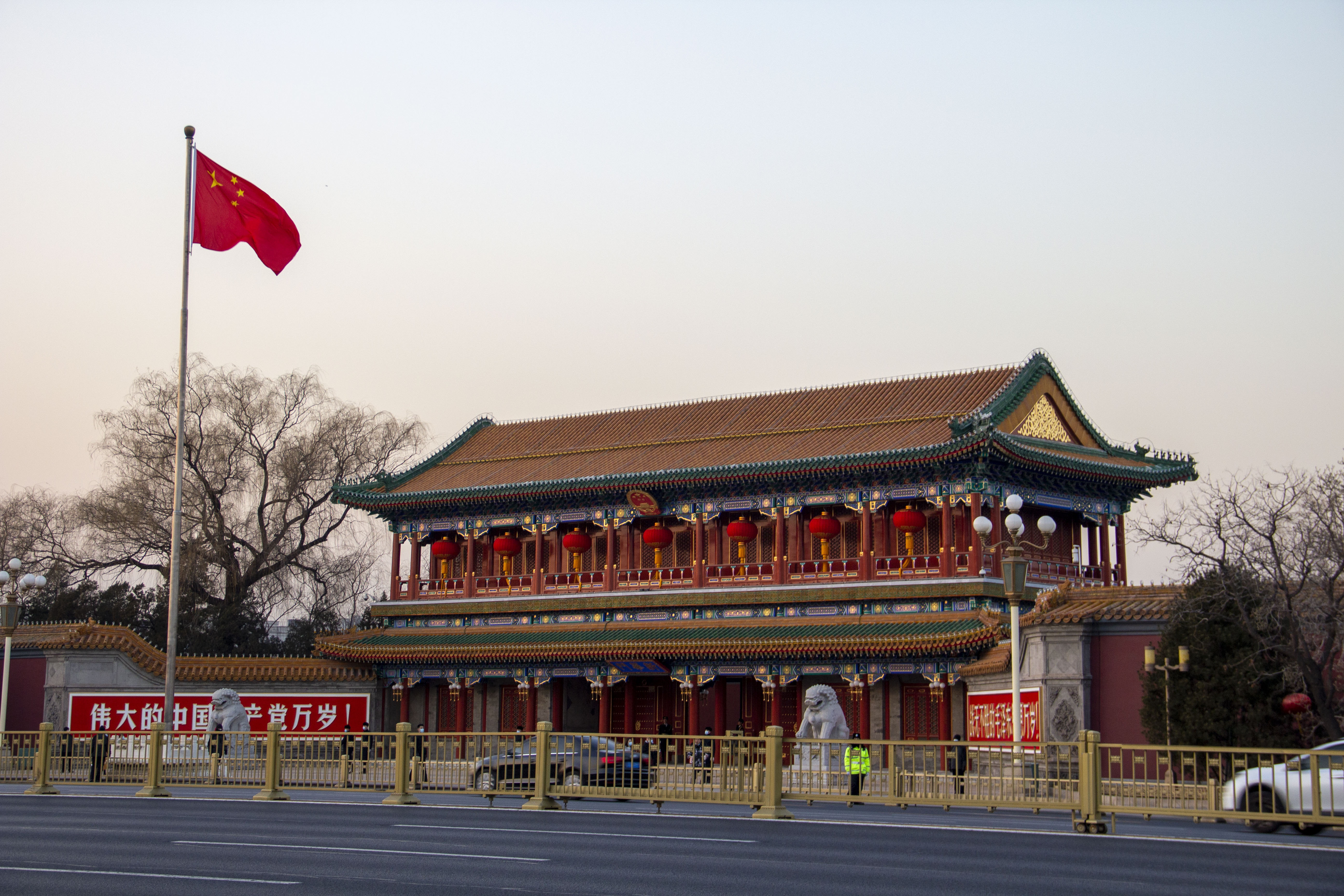
中华人民共和国定都北京，北京市再次成为全国政治中心。图为中央政府所在地中南海新华门

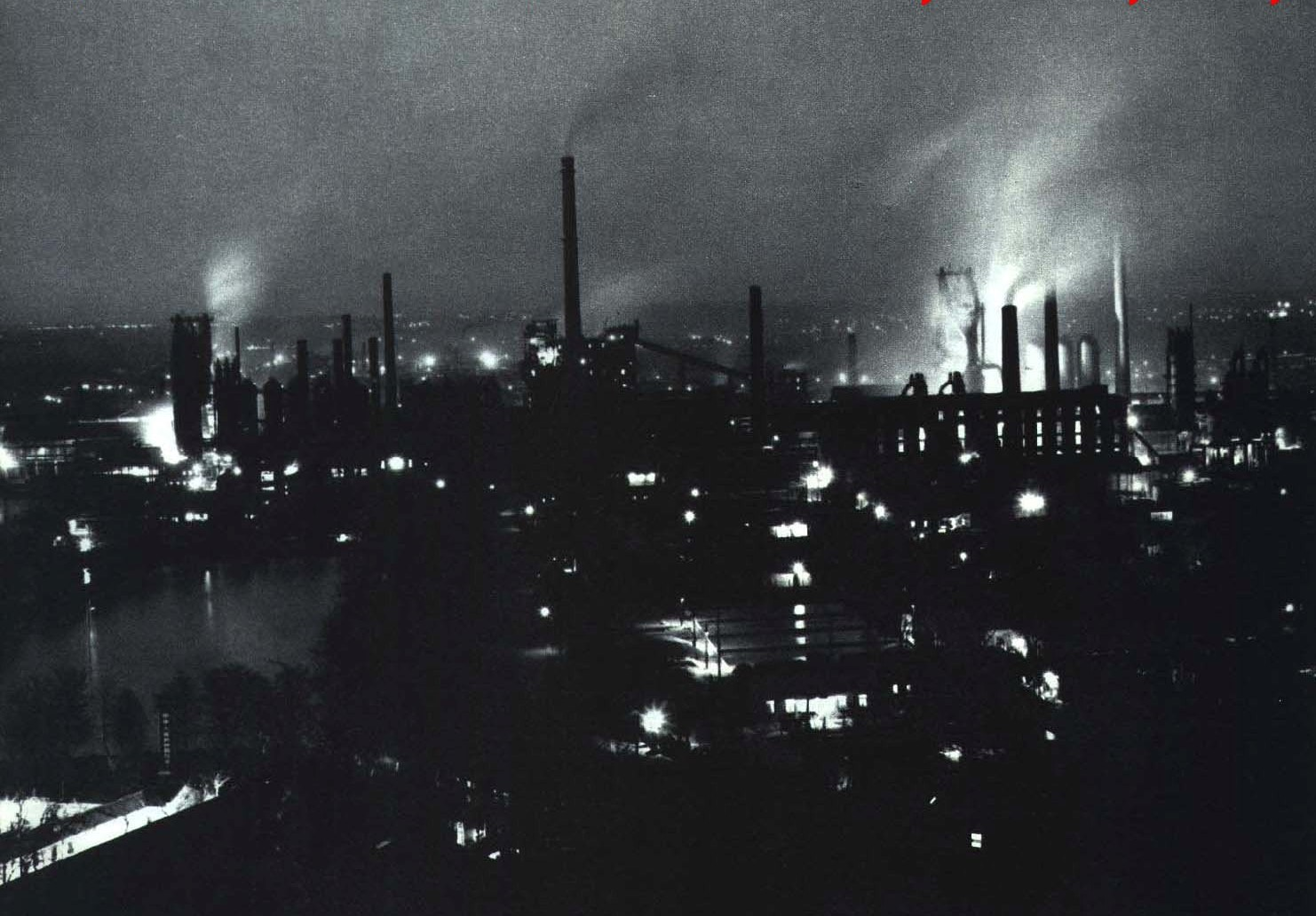
根据变“消费城市”为“生产城市”的思路，北京市推进工业建设。图为1964年的石景山钢铁公司（首钢集团前身）

1966年10月18日毛泽东乘车在天安门广场接见红卫兵。北京市是文化大革命的策源地之一，三家村、“第一张马列主义大字报”、红卫兵都源自北京

### 再次定都
1949年9月27日中国人民政治协商会议第一届全体会议通过《关于中华人民共和国国都、纪年、国歌、国旗的决议》，北平更名为北京，並成为中华人民共和国首都。同年10月1日，中华人民共和国中央人民政府在北京天安門廣場宣告成立。

### 文化大革命
1966年8月18日，毛泽东在天安门城楼上接见了红卫兵代表宋彬彬，红卫兵受到鼓舞，北京的文革屠杀逐渐展开。杀戮方式包括打死、勒死、抽死、踩死、开水烫死、砍头等等。据1980年官方数据，在1966年8-9月间，在北京市有1772人被红卫兵打死，其中包括很多学校的老师和校长，另有至少33695户被抄家、85196个家庭被驱逐出北京；此外，受到北京市区红卫兵杀戮的影响，北京大兴县从8月27日至9月1日爆发了“大兴事件”，数天内先后有325人遭屠杀，最大的80岁，最小的才38天，有22户人家被杀绝。亦有学者指出，1985年官方统计显示，北京屠杀实际死亡人数上万。。此后北京市仍有多起武斗事件发生，如1968年的清华大学百日大武斗，城市建设也处于极度混乱之中，城市规划更无法正常编制:95。
1969年10月1日，北京地铁一期工程通车。1976年1月8日，国务院总理周恩来病逝于中国人民解放军第三〇五医院，此后由于民众对四人帮的不满情绪，四五运动在北京爆发。9月9日，毛泽东在中南海病逝，一个月后发生怀仁堂政变，“四人帮”被捕。

### 六四天安门事件
1989年4月15日胡耀邦逝世后，许多大学生及普通市民前往天安门广场悼念及抗议，史称“八九民运”。5月20日，18万解放军进入北京实施戒严。6月3日晚，解放军戒严部队在装甲车和坦克的掩护下强行进入北京市区，在天安门广场实施清场，期间大量人员被杀。戒严状态一直持续至1990年1月11日。

### 现代

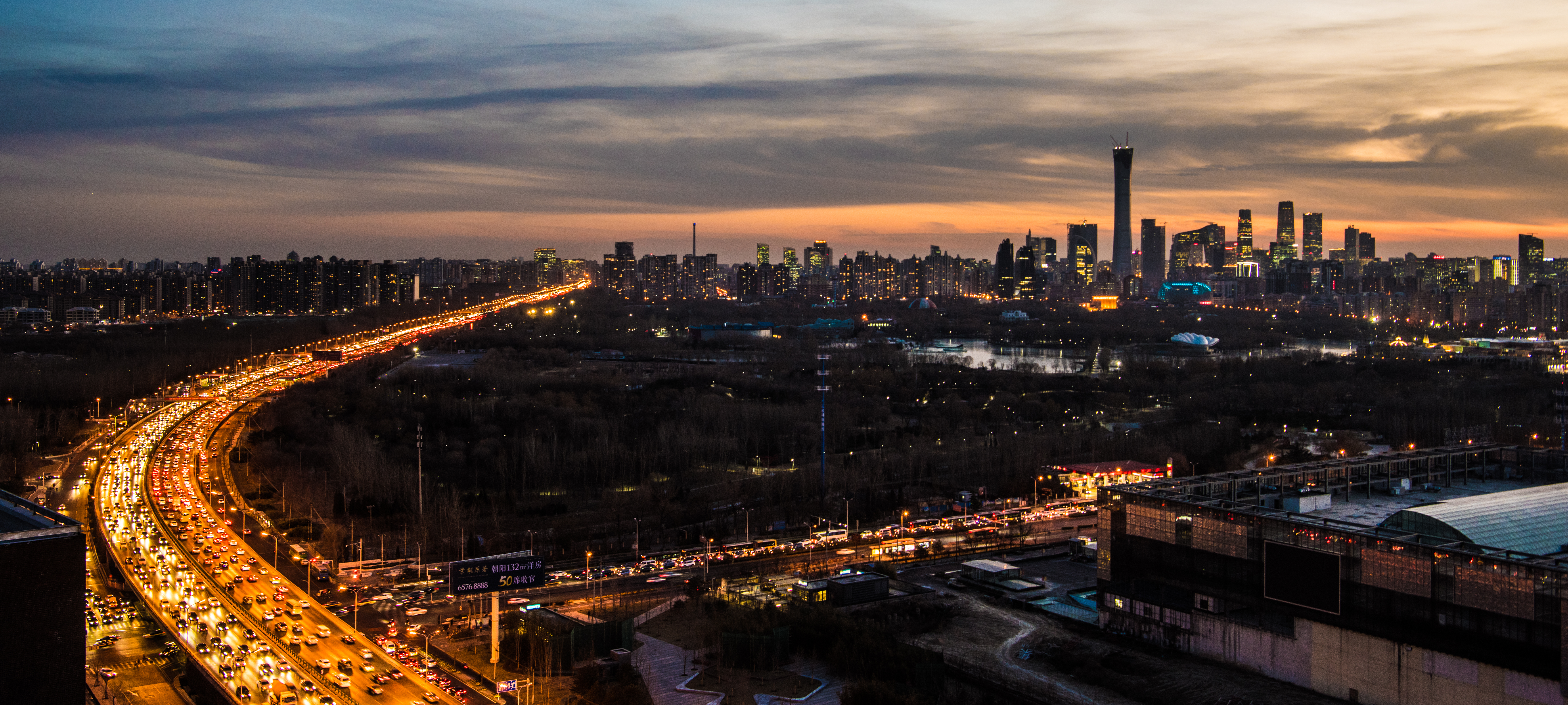
北京商务中心区天际线，图中可见北京最高建筑中国尊

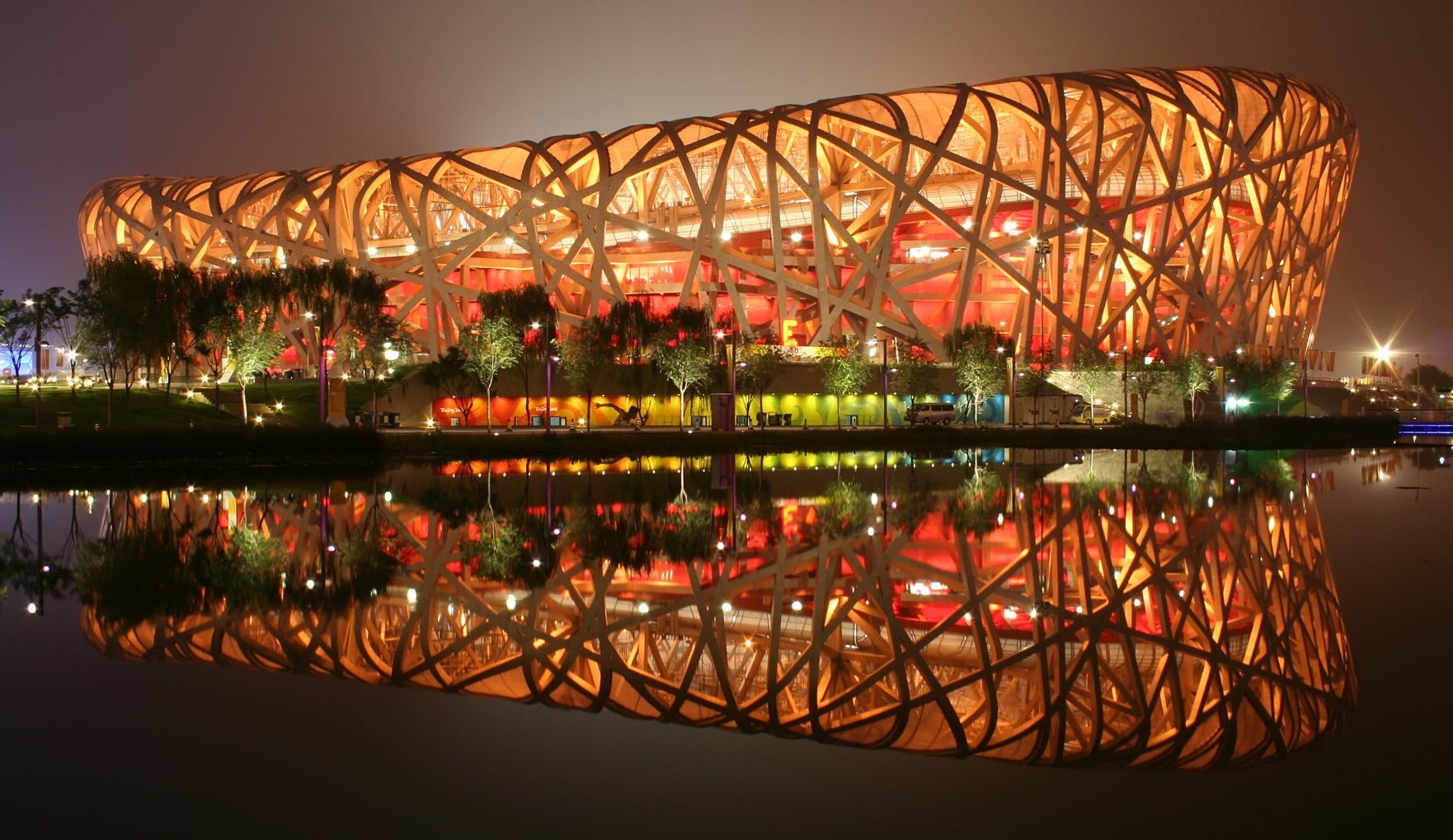
2008年北京奥运会主场馆「鸟巢」

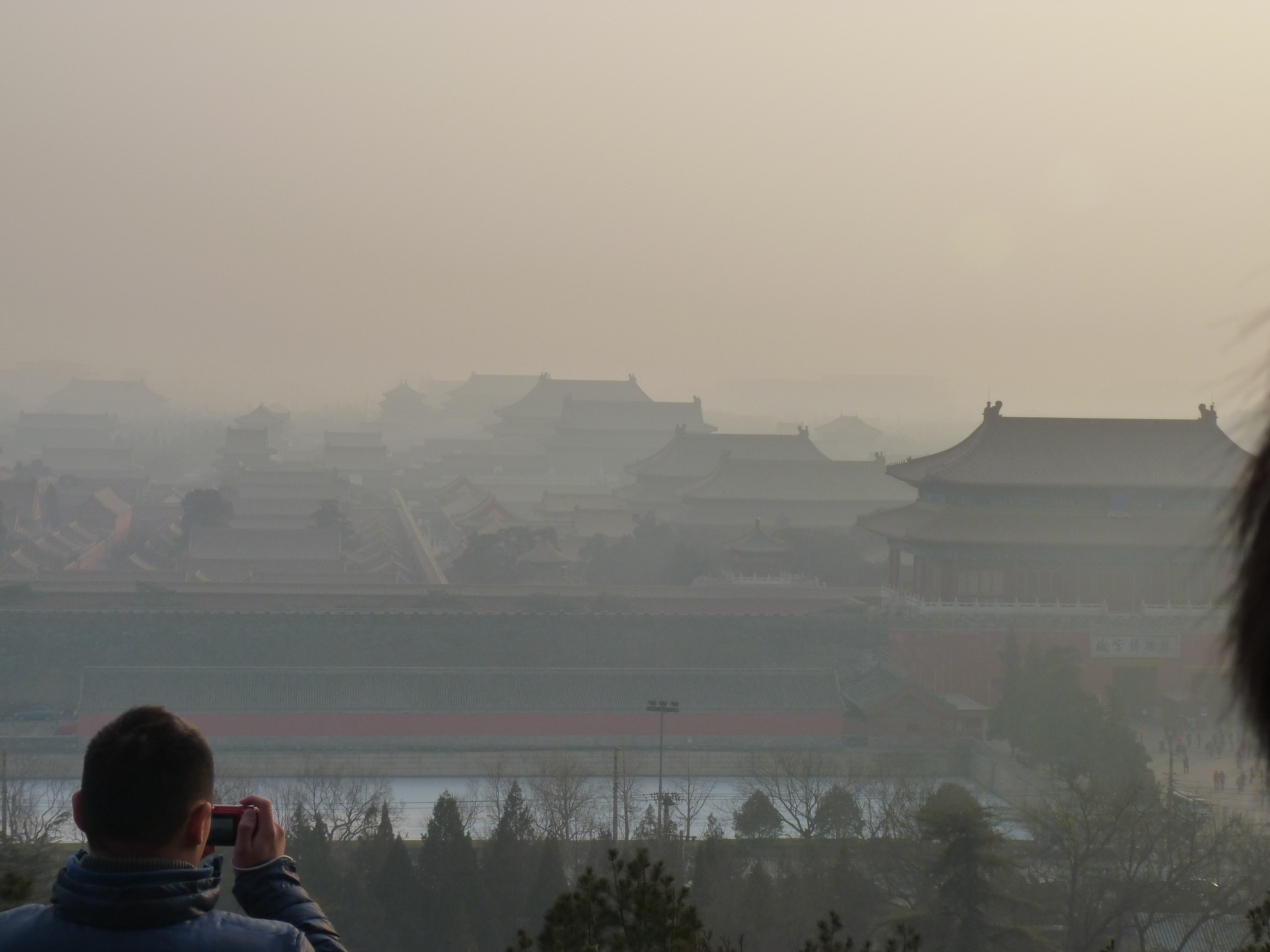
雾霾成为北京市最突出的环境问题之一。图为2012年一个雾霾天自景山拍摄的故宫

1990年9月，北京市成功举办第11届亚洲运动会，1993年首次申办奥运会时以两票之差败给悉尼。1994年和1995年，北京市先后承办了第六届远南运动会和联合国第四次世界妇女大会。1998年11月，北京市开始再次申奥。
1999年6月，建筑界名家贝聿铭与吳良鏞、周干峙、张开济、华揽洪、郑孝燮、罗哲文、阮仪三联名向北京市政府提交意见书《在急速发展中要审慎地保护北京历史文化名城》，指出应该顺应历史文化名城保护与发展的客观规律，对北京旧城进行积极的、慎重的保护与改善，而不是“加速改造”，建议编订具有法律效力的完整的《北京历史文化名城保护规划》。
2001年7月13日，北京市赢得第29届奥林匹克运动会主办权，同年举办了第21届世界大学生运动会，第29届奥运会和第13届残奥会则分别于2008年8月和9月成功举办。2012年7月21日，北京发生特大暴雨，79人死亡。
2014年，北京市被中央政府增加了“科技创新中心”的城市战略定位，京津冀协同发展也被提升至国家战略层面。该年11月10日至11日，北京市举行APEC峰会。2015年至2016年，北京发生严重的空气污染。
2015年，北京市获得2022年冬季奥林匹克运动会主办权，将成为全球第一个既举办过夏季奥运会，又举办过冬季奥运会的城市。
2017年9月，《北京城市总体规划（2016年—2035年）》获批，将北京市定位为全国政治中心、文化中心、国际交往中心、科技创新中心，同时指出“老城不能再拆”。11月18日，北京大兴区西红门镇新建庄二村新康东路8号聚福缘公寓发生一场重大火灾，19人遇难，此后北京政府展开颇具争议的安全隐患排查整改活动。同年，北京市将北京经济技术开发区与中关村科学城、怀柔科学城、未来科学城并列为建设全国科技创新中心的主平台“三城一区”。2019年1月11日，北京市人民政府正式迁至通州区北京城市副中心行政办公区。
2020年1月12日，首都医科大学附属北京地坛医院收治两名2019冠状病毒病疑似患者，2019冠状病毒病疫情在北京爆发，北京市也于该年1月24日启动重大突发公共卫生事件一级响应，此后随着疫情缓和，北京市于4月30日将重大突发公共卫生事件应急响应级别下调至二级响应，6月6日更一度下调至三级响应，本地确诊病例也于6月8日暂时清零，但6月11日爆发的北京新发地农产品批发市场聚集性疫情使得北京市再次进入二级响应状态，相关确诊病例至7月6日已累计335例，此后未有增长，7月20日北京市将应急响应机制再次下调至三级，此后北京市仍保持疫情防控常态化状态。
2020年8月27日，国务院批复了涉及东城、西城两区的《首都功能核心区控制性详细规划（街区层面）（2018年－2035年）》。
2022年7月25日至26日，首届北京文化论坛举办。2024年4月，全球首个人工智能街区概念在北京市海淀区提出。